# Psylle africain des agrumes
Trioza erytreae
Espèce

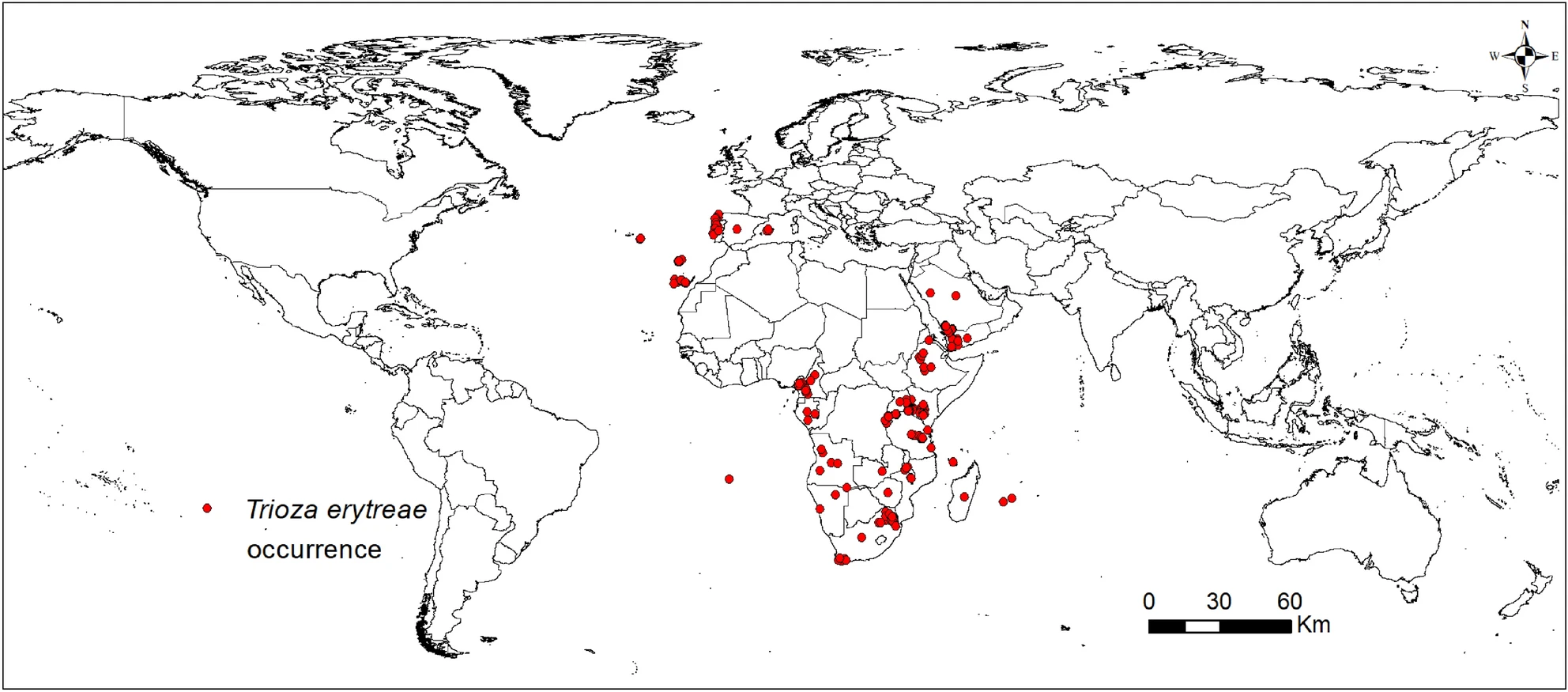
Présence du psylle africain des agrumes Trioza erytreae (Nature, 2022)

Le psylle africain des agrumes (Trioza erytreae) est une espèce d'insectes hémiptères de la famille des Triozidae.
Cet insecte suceur de sève est considéré comme un ravageur important des cultures d'agrumes. C'est en effet avec Diaphorina citri (psylle asiatique des agrumes), l'un des deux seuls cas confirmés de vecteurs d'une bactérie, Candidatus Liberibacter africanus, agent d'une grave maladie des agrumes, la maladie du dragon jaune ou Huanglongbing.
Le psylle africain des agrumes est répandu en Afrique et au sud de l'Europe.

## Prévention
Tamarixia dryi est un parasitoïde qui a été lâché avec succès dans le cadre du plan de lutte biologique contre T. erytreae à La Réunion (1980), aux Canaries, en Alentejo et en Algarve (2024) et qui a abouti à l'éradication du ravageur.